# Joseph-Érasme-Louis de Courten
Joseph-Érasme-Louis de Courten (Sierre, 20 giugno 1807 – Sion, 19 dicembre 1871) è stato un nobile e militare svizzero.
Fu un esponente della nobile famiglia elvetica di origine lombarda dei de Courten. Questa famiglia, a partire dal XVII secolo, fu al servizio mercenario nei più potenti eserciti europei.

## Biografia
Quartogenito del conte Jean-Joseph-Antoine-Pancrace (1774-1845) e della contessa Élisabeth-Françoise de Courten, le ascendenze familiari di Joseph-Érasme in campo militare erano notevoli. Il padre visse in prima persona i torbidi della Rivoluzione francese in quanto sottotenente del Reggimento "de Courten" al servizio del regno di Francia dal 1789 al 1792, anno del suo scioglimento, per poi passare nell'omonima unità al servizio spagnolo sino al 1800. Alla Restaurazione venne decorato con l'Ordine di San Luigi e nel 1832 entrò a fare parte dell'esercito pontificio. Il prozio paterno, Eugène-Philippe (1715-1802), invece, aveva militato nell'esercito del regno di Sardegna partecipando alla battaglia dell'Assietta e ricoprendo il grado di luogotenente generale dell'esercito piemontese nella Contea di Nizza durante le prime operazioni militari difensive contro la Francia rivoluzionaria nel 1792.
Nel 1839 fu naturalizzato quale suddito del regno di Sardegna.

## Carriera militare
Nel 1825 Joseph-Érasme entrò in servizio come sottotenente nel 2eme Régiment d'Infanterie de ligne Suisse del regno di Francia ricevendo, due anni dopo, la promozione a luogotenente. Nel 1830, a seguito della rivoluzione di luglio e del conseguente scioglimento delle unità straniere al servizio francese, si arruolò nell'esercito piemontese come sottotenente d'ordinanza nella Brigata La Regina. Sette anni dopo fu promosso luogotenente provinciale e nel 1844 venne trasferito nel 12º reggimento Casale. Allo scoppio della guerra contro l'Impero d'Austria ricevette il grado di capitano nell'11º reggimento Casale e fu presente alle battaglie di Santa Lucia, Goito e Milano. Nella campagna del 1849 dimostrò il suo valore a Novara in quanto fu uno dei pochi a seguire alla carica il capitano aiutante maggiore Luigi Mondetti (1819-1849). Alla conclusione della guerra, nel 1850, fu promosso maggiore nel 14º reggimento Pinerolo e poi, l'anno successivo, nel 2º reggimento Savoia. Inviato in Crimea, fu presente alla battaglia della Cernaia. Nel 1856, una volta rientrato in patria, venne accettata la sua domanda di ritiro dall'esercito e fece infine ritorno nel Vallese.

## Onorificenze
Onorificenze sabaude
Onorificenze straniere